# Ебрима Колей
Ебрима Колей (на английски: Ebrima Colley) е гамбийски футболист, играещ под наем като нападател за швейцария Йънг Бойс и националния отбор на Гамбия. Участник в Купата на африканските нации 2021, където сензационно достига до 1/4 финал  и Купата на африканските нации 2023, където вкарва втория гол за отбора си срещу Камерун при загубата с 2:3 в групите.